# Väinö Leskinen

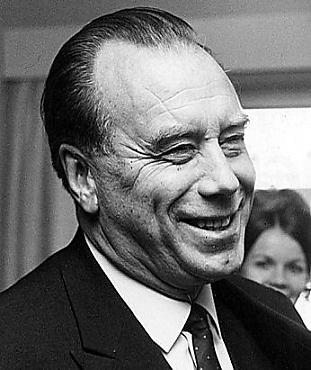
Väinö Leskinen 1964.

Väinö Olavi Leskinen, född 8 mars 1917 i Helsingfors, död 8 mars 1972 i Helsingfors, var en finländsk politiker, verksam i det socialdemokratiska lägret. Han var riksdagsman från 1945 till 1969 och  minister i sju olika regeringar i Finland från 1952 till 1971.

## Barndom och uppväxt
Väinö Leskinen föddes till en arbetarfamilj, hans far, Otto, var timmerman och de bodde i arbetarstadsdelen Sörnäs i Helsingfors. Utöver Väinö hade de också en något äldre son, Aarne. Då Väinö var bara ett år gammal utbröt inbördeskriget och familjen sökte sig utanför konfliktområdet och bosatte sig i Sjundeå, där fadern fick arbete. Trakten var nästan helt svenskspråkig, så sönerna gick i svensk folkskola tills de flyttade tillbaka till Helsingfors 1926.
I Helsingfors fortsatte Väinö, trots sin moders Marias protester, i en svenskspråkig skola; Svenska lyceum, bland eleverna kallad "Revan", efter skolans ursprungliga namn (fram till 1914) Svenska reallyceum. Därifrån blev han student omkring 1936 och inskrevs följande år på Helsingfors universitet vid juridiska fakulteten.
Under skoltiden var Leskinen aktiv tävlingssimmare och vann på krönet av sin simmarkarriär guldmedalj vid arbetarolympiaden i Antwerpen 1937 i bröstsim 200m och 400m.

## Politiken
På politikerbanan halkade Leskinen in dels genom sitt engagemang i idrottsrörelsen; han var först generalsekreterare och senare ordförande i Arbetarnas Idrottsförbund i Finland fram till 1955, dels hade han tillhört Finlands vapenbrödraförbund och kom att räknas till de så kallade vapenbrödrasocialisterna. Själv hade Leskinen som major i finska armén sårats i vinterkriget och hade därmed krigat färdigt. Som socialist ansågs Leskinen moderat, och sågs inte med alldeles blida ögon av kommunistregimen i Moskva.
Efter ett valnederlag 1962 då Leskinen stödde socialdemokratiska partiets likaså moderate ordförande Väinö Tanner, vände han dock kappan och gick in för en mer pragmatisk linje. Han var aktivt med vid bildandet av FFC, och gjorde 1966 en resa till Sovjetunionen där han redde ut sina mellanhavanden med SKP. Resan ansågs allmänt vara hans avbön från sin moderata linje. Samtidigt blev hans samarbete med centerpolitikern (från dåvarande agrarförbundet) Urho Kekkonen påtagligt varmare.

## Politiska ämbeten
Väinö Leskinen invaldes i riksdagen första gången 1945, från Nylands valkrets, och från 1954 fram till 1971 från Helsingfors valkrets.
Till elektor i presidentvalet valdes han 1950, 1956, 1962 och 1968 
Leskinens ministerperioder:
- Regeringen Kekkonen III social- och hälsovårdsminister 1952–1953
- Regeringen Törngren inrikesminister 1954
- Regeringen Kekkonen V inrikesminister 1954–1955
- Regeringen Fagerholm III social- och hälsovårdsminister 1958–1959
- Regeringen Koivisto I Handels- och industriminister 1968–1970
- Regeringen Aura I (tjänstemannaregering) utrikesminister 1970
- Regeringen Karjalainen II utrikesminister 1970–1971

Väinö Leskinen avled på sin 55-årsdag i en hjärtattack under en skidtur utanför Drumsö i Helsingfors, bara några dagar innan han skulle ta i bruk ett fritidshus som han köpt i sin barndomsbygd, Sjundeå.